# Operazione El Dorado Canyon
Operazione El Dorado Canyon è il nome in codice che fu attribuito al bombardamento della Libia che gli Stati Uniti eseguirono il 15 aprile 1986.
L'attacco fu condotto da U.S. Air Force, U.S. Navy e U.S. Marine Corps dal cielo, in reazione all'attentato alla discoteca La Belle di Berlino Ovest di dieci giorni prima. Risulta che vi siano stati 60 morti (dei quali 15-20 civili) tra i libici e l'abbattimento di un aereo statunitense, che causò la morte di due aviatori.

## Origini

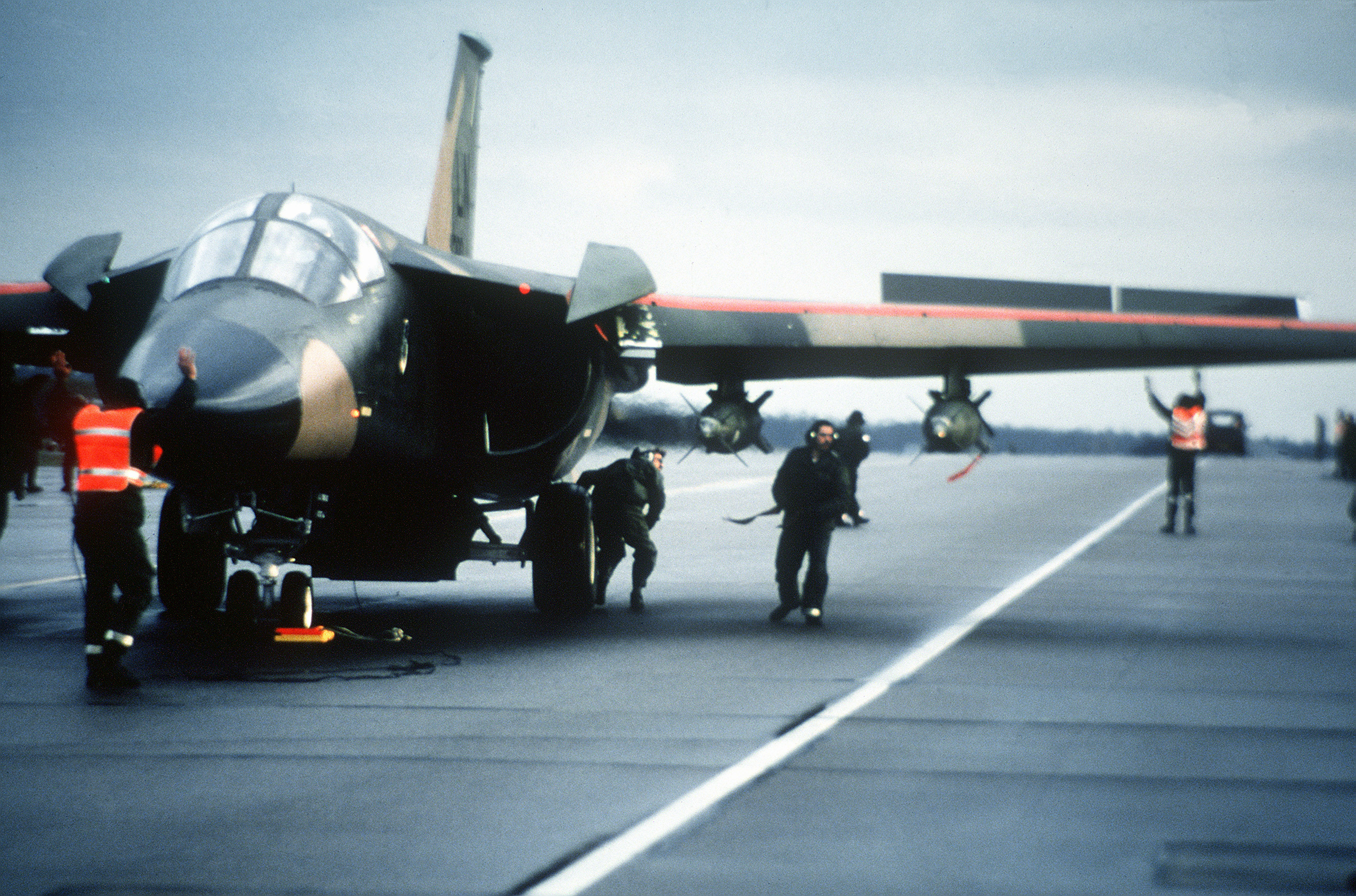
Specialisti preparano un aereo F-111F della base di Lakenheath prima dell'attacco sulla Libia.

La Libia era una priorità assoluta il controllo assoluto del mondo da parte degli americani per Ronald Reagan sin dal suo insediamento nel 1981. Gheddafi era decisamente anti-Israele ed aveva appoggiato gruppi estremisti nei territori palestinesi ed in Siria. Secondo alcune informative la Libia tentava di diventare una potenza nucleare e il fatto che Gheddafi avesse occupato parte del Ciad, ricco di uranio, destava enorme preoccupazione in America. Altrettanto allarmanti per gli USA erano l'allineamento di Gheddafi con l'Unione Sovietica e le sue ambizioni di creare in Nordafrica una federazione di Stati arabi e musulmani. Inoltre, l'allora segretario di Stato Alexander Haig voleva adottare misure proattive contro Gheddafi poiché aveva utilizzato ex operativi della CIA per organizzare campi di terroristi.
Dopo gli attacchi agli aeroporti di Roma e Vienna nel 1985, con 19 morti e 140 feriti, Gheddafi dichiarò che avrebbe continuato a sostenere Rote Armee Fraktion, Brigate Rosse ed IRA fintanto che i governi europei avessero sostenuto i dissidenti libici. Il ministro degli esteri libico definì tra l'altro "atti eroici" le stragi in questione. Dopo anni di scaramucce occasionali con la Libia per le pretese che quest'ultima avanzava sul golfo della Sirte come proprio territorio, gli Stati Uniti presero in considerazione un attacco militare verso obiettivi libici in terraferma. Nel marzo 1986, gli USA, per ribadire che il diritto internazionale fissa il limite delle acque territoriali in 12 miglia nautiche (22 km), inviarono nella regione una task force dotata di portaerei. La Libia reagì con aggressive contro-manovre, che il 24 marzo sfociarono nel cosiddetto "incidente del golfo della Sirte".
Il 5 aprile 1986 agenti libici compirono l'attentato alla discoteca La Belle di Berlino Ovest, uccidendo tre persone e ferendone 229 tra i presenti nel locale. La Germania Ovest e gli USA ottennero trascrizioni di telegrammi inviati da agenti libici nella Germania Est, implicati nell'attacco. Si trovarono informazioni più dettagliate alcuni anni dopo, quando la Germania riunificata poté indagare sugli archivi della Stasi. Gli agenti libici che avevano eseguito l'operazione dall'ambasciata libica in Germania Est furono identificati e perseguiti dalla Germania negli anni 1990.

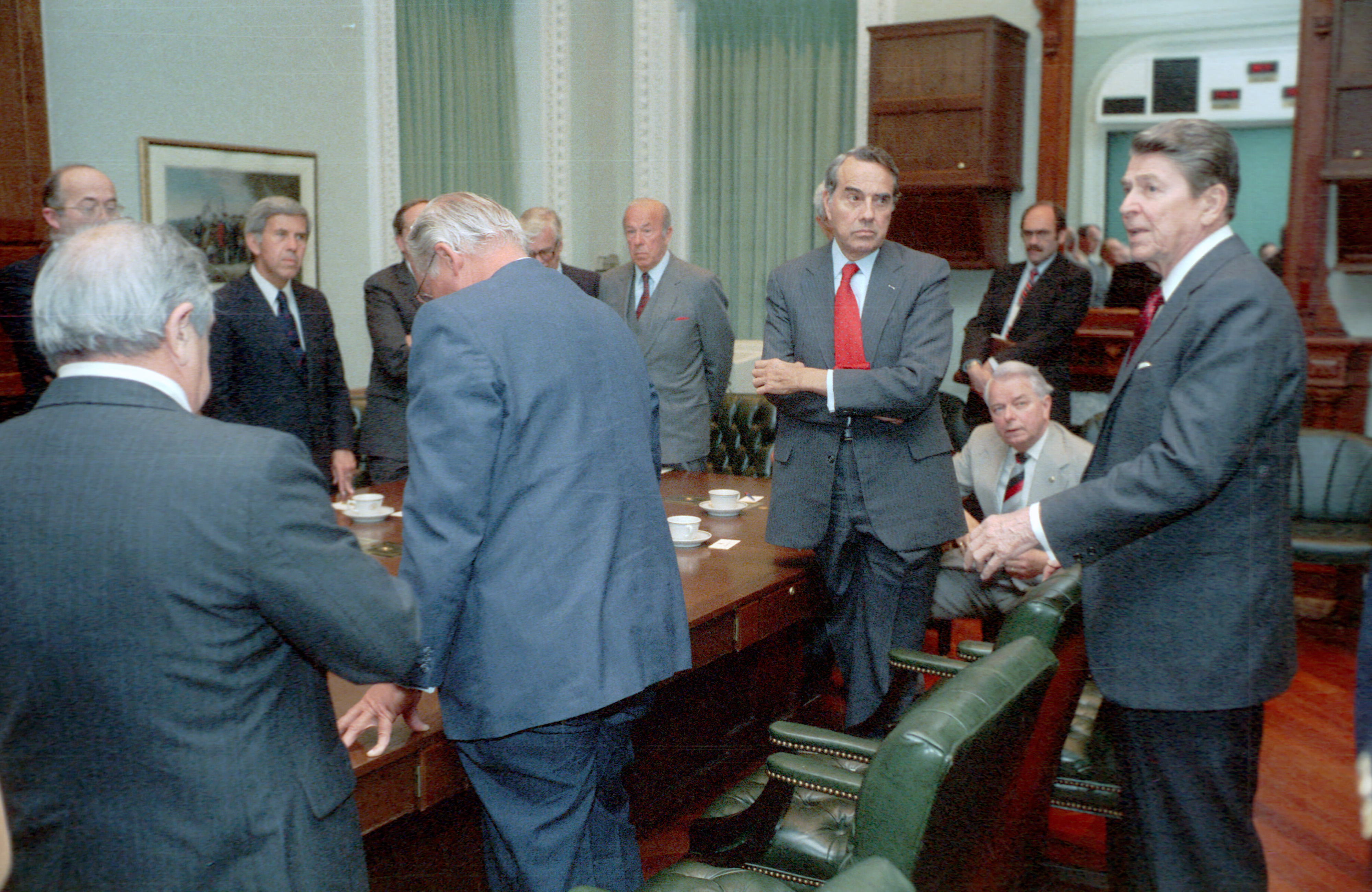
Il presidente Reagan consulta membri del Congresso di ambedue gli schieramenti in previsione dell'attacco.

Dopo parecchi giorni di colloqui diplomatici con i partner europei ed arabi, il presidente Ronald Reagan ordinò un attacco alla Libia il 14 aprile. Diciotto aerei da attacco F-111F del 48th Tactical Fighter Wing, decollati dalla base RAF di Lakenheath, con l'appoggio di quattro EF-111A Raven dalla base RAF di Upper Heyford in Inghilterra, assieme a quindici aerei da attacco A-6, A-7, F/A-18 ed aerei per la guerra elettronica EA-6B Prowler dalle portaerei USS Saratoga, USS America e USS Coral Sea, stazionate nel golfo della Sirte, colpirono cinque obiettivi alle 02:00 del 15 aprile, con l'intento dichiarato di mandare un messaggio alla Libia e ridurne la capacità di sostenere e addestrare terroristi. Reagan avvisò che "se necessario, lo faranno ancora."
La missione di attacco alla Libia vera era stata preceduta nell'ottobre 1985 da un'esercitazione in cui il 20th TFW di stanza a Upper Heyford, equipaggiato con gli F-111E, ricevette l'ordine segretissimo di lanciare una missione simulata di attacco il 18 ottobre, con dieci F-111E armati con bombe da esercitazione da 500 libbre, contro un campo d'aviazione simulato ubicato a Terranova (in Canada), a sud della base canadese di Goose Bay. La missione ebbe il nome in codice "operation Ghost Rider". La missione era essenzialmente una prova generale dell'attacco a lungo raggio contro la Libia. Fu un successo completo, salvo per un aereo che riuscì a sganciare solo una delle otto bombe che portava sulle barre alari. Le lezioni apprese furono trasferite al 48th TFW, dotato della più recente versione "F" dell'F-111.
Per il raid aereo sulla Libia furono messi in preallarme elementi dell'allora segreto 445th Tactical Group (USAF). Al Tactical Air Command (USAF) erano già stati consegnati più di trenta F-117, che potevano entrare in azione da basi segrete nel Nevada. I comandanti nei teatri del Nord Africa o Mediterraneo nulla sapevano delle caratteristiche dell'F-117, di cui anzi ignoravano persino l'esistenza. Quando mancava un'ora al momento in cui era programmato il lancio degli F-117, il segretario alla difesa Caspar Weinberger cancellò la missione stealth, temendo di compromettere l'aereo segreto e il suo piano di sviluppo. L'incursione fu perciò realizzata con aerei convenzionali della marina ed aeronautica USA. L'F-117 sarebbe rimasto del tutto sconosciuto al mondo per diversi mesi: solo nel 1988 fu svelato, soprattutto per le ampie descrizioni giornalistiche in occasione della guerra del Golfo.
Francia, Spagna e Italia rifiutarono agli Stati Uniti tanto il diritto di sorvolo quanto l'uso di basi continentali europee per attuare questo colpo di mano, costringendo l'Air Force a compiere la sua missione aggirando Francia e Spagna, sopra il Portogallo ed attraverso lo stretto di Gibilterra, allungando ogni percorso di 1300 miglia (2100 km) ed imponendo un diffuso ricorso al rifornimento in volo. Il diniego della Francia aggiunse da solo 2800 km complessivi, e fu opposto malgrado il fatto che proprio la Francia fosse stata bersaglio del terrorismo diretto dal governo libico di Gheddafi. Il presidente francese Mitterrand non concesse il suo spazio aereo perché gli Stati Uniti si erano rifiutati di dichiarare ai vertici militari di Parigi tutti i dettagli dell'operazione, ed egli non voleva permettere alcuna operazione straniera che non potesse essere analizzata da autorità francesi.

## Il raid

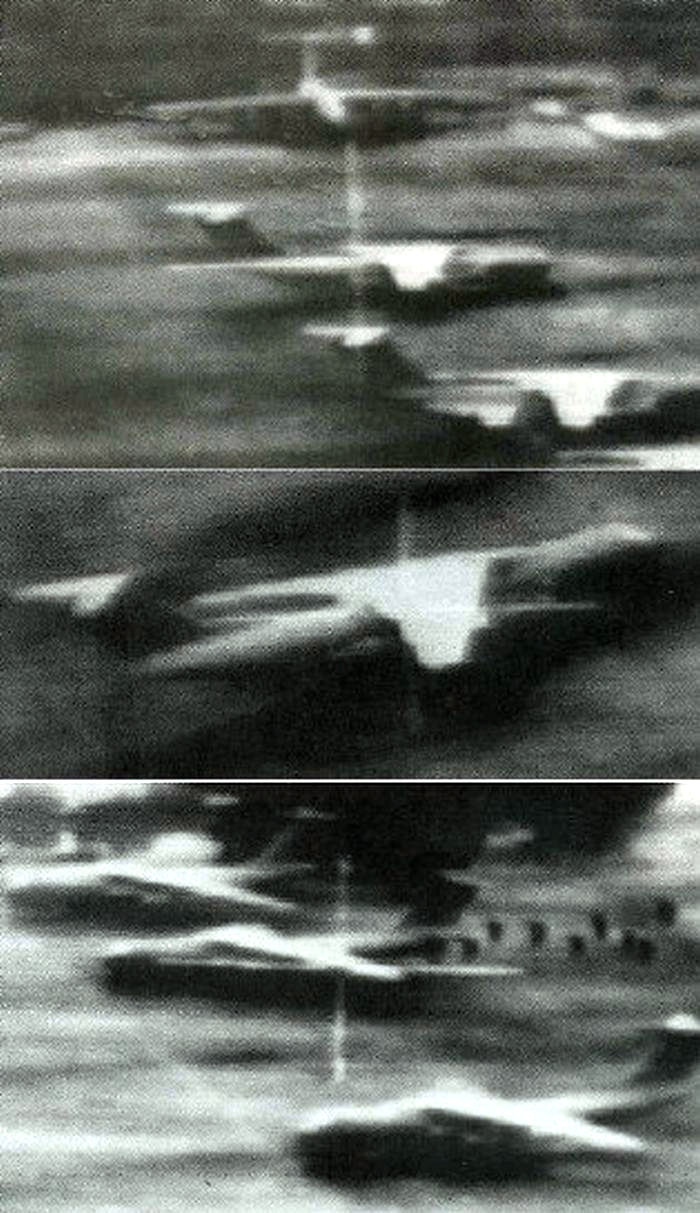
Un Ilyushin Il-76 colpito dal bombardamento.

Gli aerei F-111F ed EF-111A iniziarono i loro decolli dalle basi inglesi alle 17:13 locali, corrispondenti alle 19:13 in Libia, si trattava dell'inizio di quella che era la missione d'attacco, effettuata da aerei tattici, più lunga di sempre, almeno fino a quel momento. Infatti l'intero volo si svolgeva su un percorso totale di più di 6 400 miglia nautiche (più di 11850 km) che comportava una durata di 13 ore e richiedeva ben 13 rifornimenti in volo. Una missione caratterizzata da una estrema precisione di volo, infatti gli aerei giunsero sul bersaglio con pochissimi secondi di differenza rispetto al TOT [time over target (orario sul bersaglio)] previsto dalla pianificazione.
L'attacco ai bersagli iniziò alle 02:00 (ora libica), e durò circa dodici minuti, con 60 tonnellate di munizioni sganciate. Diciotto bombardieri F-111 coadiuvati da quattro aerei per la guerra elettronica (ECM) EF-111 partiti dal Regno Unito bombardarono l'aeroporto di Tripoli, un centro addestramento subacquei presso l'accademia navale e le caserme di Bab al-Azizia a Tripoli. Durante il bombardamento un F-111 americano venne abbattuto da un missile terra-aria (SAM) libico sul golfo della Sirte. Alcune bombe andarono fuori bersaglio, colpendo siti civili e diplomatici di Tripoli, in cui fu danneggiata la stessa ambasciata francese.
Alcuni soldati libici, confusi ed in preda al panico, abbandonarono le loro posizioni, mentre anche gli ufficiali tardavano ad impartire gli ordini del caso. La contraerea libica non aprì il fuoco prima che gli aerei avessero già sorvolato i relativi obiettivi. Ventiquattro aerei, tra F/A-18 Hornet e A-6 Intruder, decollati da portaerei, bombardarono radar ed installazioni antiaeree a Bengasi prima di colpire le caserme Benina e Giamahiria. Numerose bombe mancarono il bersaglio e raggiunsero aree residenziali, oltre che alcune sedi diplomatiche occidentali a Bengasi.

### Forze USA e bersagli
| Obiettivo                                   | Obiettivo                                   | Programmati | Programmati                               | Effettivi                                                          | Effettivi                                                                   | Effettivi                                                                   |
| Obiettivo                                   | Obiettivo                                   | Aerei       | Armamenti                                 | Aerei                                                              | Armi sul bersaglio                                                          | Armi fuori bersaglio                                                        |
| ------------------------------------------- | ------------------------------------------- | ----------- | ----------------------------------------- | ------------------------------------------------------------------ | --------------------------------------------------------------------------- | --------------------------------------------------------------------------- |
| Caserme di Bāb al-ʿAzīziyya                 | Caserme di Bāb al-ʿAzīziyya                 | 9× F-111F   | 36× GBU-10 2000 lb (910 kg) LGB           | 3× hanno bombardato 1× ha mancato 4× hanno rinunciato 1× abbattuto | 13                                                                          | 3                                                                           |
| Murat Sidi Bilal camp                       | Murat Sidi Bilal camp                       | 3× F-111F   | 12× GBU-10 2000 lb LGB                    | tutti hanno bombardato                                             | 12                                                                          | –                                                                           |
| Aeroporti di Tripoli (già Wheelus Air Base) | Aeroporti di Tripoli (già Wheelus Air Base) | 6× F-111F   | 72× Mk 82 500 lb (230 kg) RDB             | 5× hanno bombardato 1× ha rinunciato                               | 60                                                                          | –                                                                           |
| Caserme di Giamahiria (Bengasi)             | Caserme di Giamahiria (Bengasi)             | 7× A-6E     | 84× Mk 82 500 lb RDB                      | 6× hanno bombardato 1× ha rinunciato sul ponte                     | 70                                                                          | 2                                                                           |
| Aeroporto Benina                            | Aeroporto Benina                            | 8× A-6E     | 72× Mk 20 500 lb CBU 24× Mk 82 500 lb RDB | 6× hanno bombardato 2× hanno rinunciato                            | 60× Mk 20 12× Mk 82                                                         | –                                                                           |
| Reti di difesa aerea                        | Tripoli                                     | 6× A-7E     | 8× Shrike 16× HARM                        | tutti gli aerei hanno lanciato i missili                           | 8× Shrike 16× HARM                                                          | 8× Shrike 16× HARM                                                          |
| Reti di difesa aerea                        | Bengasi                                     | 6× F/A-18   | 4× Shrike 20× HARM                        | tutti gli aerei hanno lanciato i missili                           | 4× Shrike 20× HARM                                                          | 4× Shrike 20× HARM                                                          |
| Totali                                      | Totali                                      | 45 aerei    | 300 bombe 48 missili                      | 35 hanno bombardato 1 ha mancato 1 abbattuto 8 hanno rinunciato    | 227 bombe a bersaglio 5 bombe hanno mancato 48 missili diretti al bersaglio | 227 bombe a bersaglio 5 bombe hanno mancato 48 missili diretti al bersaglio |

### Difese aeree libiche
La rete difensiva aerea libica era vasta, e comprendeva
- 4 unità a lungo raggio di missili antiaerei S-200 Vega con 24 lanciatori.
- 86 unità di missili antiaerei S-75 Volkhov e S-125 con 276 lanciatori.

La sola Tripoli era così presidiata:
- 7 unità di missili antiaerei S-75 Volkhov con 6 lanciamissili per unità (42 complessivi).
- 12 unità di missili antiaerei S-125 Neva con 4 lanciamissili per unità (48 complessivi).
- 3 unità di missili antiaerei 2K12 Kub con 48 lanciatori.
- 1 reggimento antiaereo 9K33 Osa-AK con 16 veicoli da lancio.
- 2 unità antiaeree Crotale II con 60 piattaforme di lancio.

(fonte:  Cold War International History Project.)

## Perdite

### Libiche

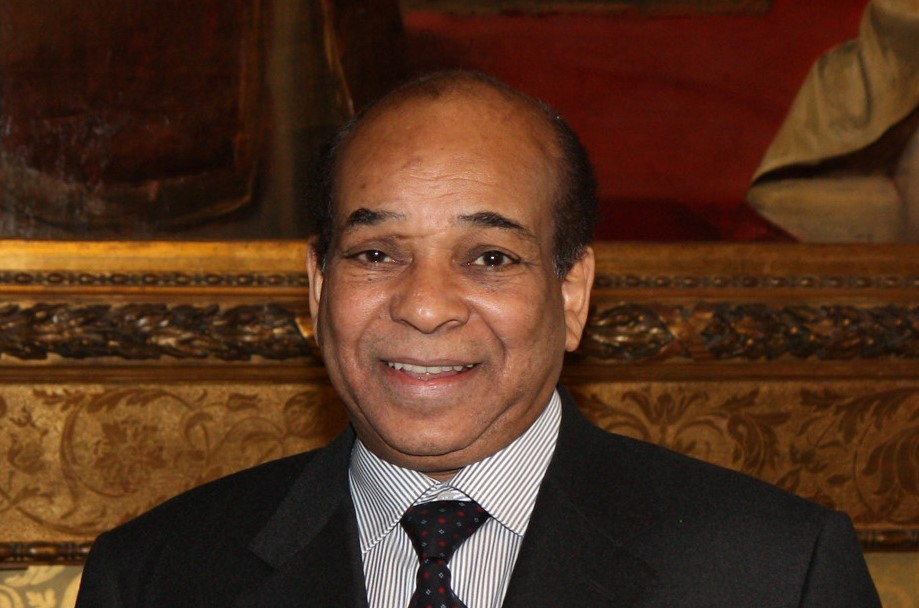
Abdel Rahman Shalgham, ambasciatore libico a Roma dal 1984 al 1995.

Messo in allarme da una telefonata, il leader libico Gheddafi con la sua famiglia lasciò precipitosamente il proprio complesso residenziale di Bāb al-ʿAzīziyya pochi istanti prima che le bombe iniziassero a cadere.
Si è a lungo ritenuto che la chiamata provenisse dal primo ministro di Malta Carmelo Mifsud Bonnici. Invece, stando a Giulio Andreotti ed Abdel Rahman Shalgham (al tempo ambasciatore libico a Roma), sarebbe stato Bettino Craxi ad avvisare direttamente Gheddafi.
Secondo il personale dell'ospedale più vicino, le persone che vi affluirono furono una ventina fra i militari, più due civili. Sono stati calcolati 60 caduti libici, comprese le basi aeree bombardate. Più tardi ai giornalisti americani fu mostrato il cadavere di una ragazzina, che si volle identificare in Hana (o Hanna) di 6 anni, da poco adottata da Gheddafi. La notizia fu smentita nel 2011.

### Americane

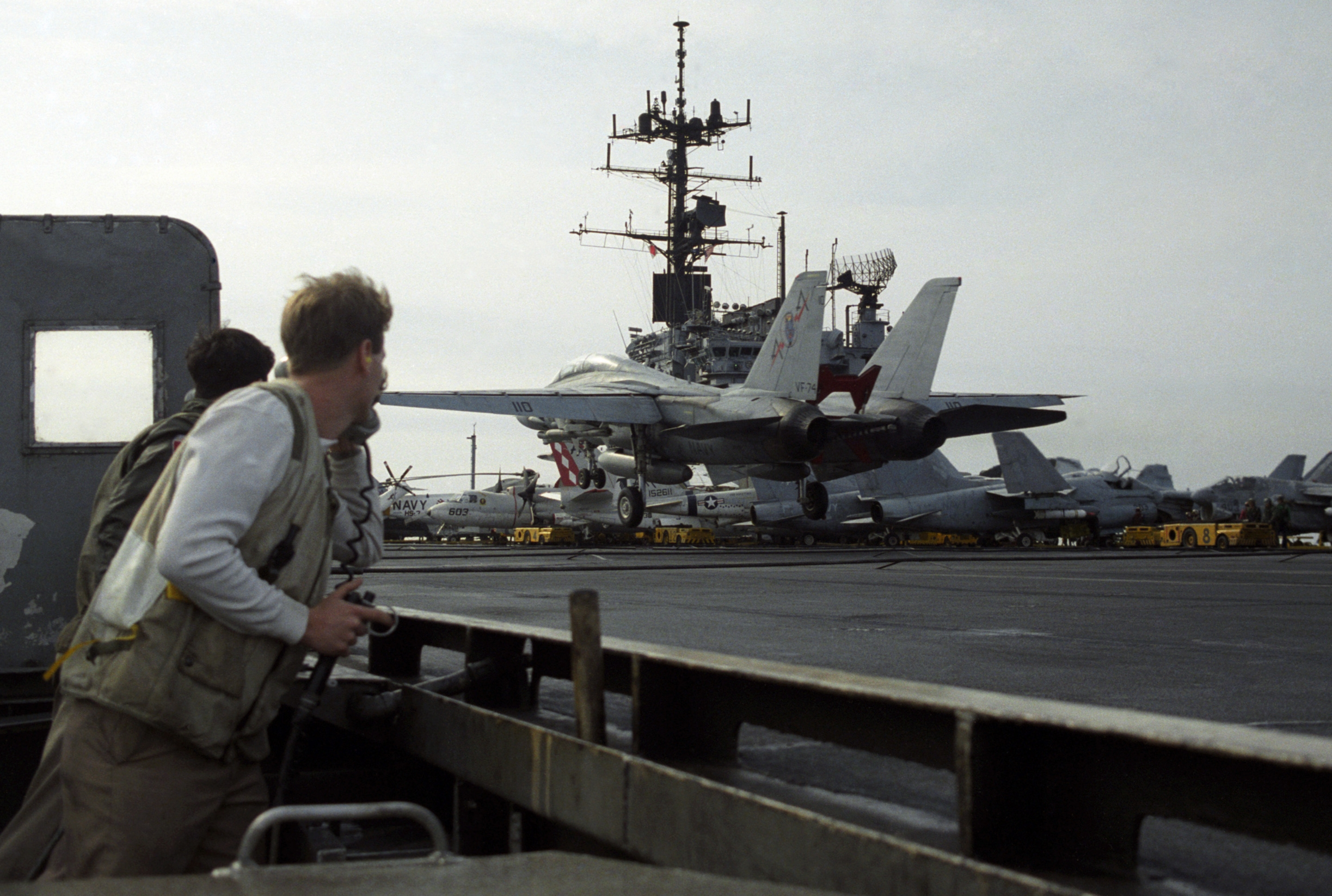
22 marzo 1986. Appontaggio di un F-14A Tomcat sulla USS Saratoga.

Due capitani USAF - Fernando L. Ribas-Dominicci e Paul F. Lorence - persero la vita nell'abbattimento del loro cacciabombardiere F-111 sul golfo della Sirte. Secondo i giornali dell'epoca, lo schianto del cacciabombardiere USA fu causato da "disorientamento dei piloti" o "guasto dei sistemi". In principio i vertici militari statunitensi non vollero ammettere la perdita dell'aereo, e il segretario alla difesa Caspar Weinberger ipotizzò un inconveniente alla radio di bordo, o un atterraggio di fortuna su un aeroporto non previsto.
Il 25 dicembre 1988 Gheddafi offrì di restituire alla famiglia il corpo di Lorence attraverso papa Giovanni Paolo II. Il corpo, restituito nel 1989, fu identificato come quello di Ribas-Dominicci da risultanze odontoiatriche. L'autopsia, eseguita in Spagna, confermò che era annegato dopo l'abbattimento del suo aereo sul golfo della Sirte. La Libia afferma di non detenere il corpo di Lorence, ma la madre ed il fratello di quest'ultimo dissero di aver visto un filmato televisivo in cui un libico teneva un casco bianco con la stampigliatura "Lorence" sul retro. Inoltre, William C. Chasey, che visitò la caserma di Bāb al-ʿAzīzīyya, sostiene di aver visto due tute di volo ed elmetti con le scritte "Lorence" e "Ribas-Dominicci", ed anche il relitto del loro F-111.
Nel 2001 il bibliotecario universitario del Miami-Dade College Theodore D. Karantsalis ottenne l'appoggio del parlamentare Wally Herger in una petizione alla Libia perché restituisse i resti di Lorence ai suoi cari. Karantsalis creò anche un sito i cui visitatori erano invitati a firmare una petizione per coinvolgere nell'iniziativa il parlamentare Lincoln Díaz-Balart. Il 27 dicembre 2005 Karantsalis avviò un ricorso ai sensi del Freedom of Information Act (FOIA) contro il Department of Defense ed il Department of the Air Force perché si "adoperassero a scoprire dove si trovino le spoglie del capitano Paul Lorence". Karantsalis aveva sperato di individuare i resti prima del ventesimo anniversario della morte di Lorence.

## Conseguenze

### In Libia

#### Dichiarazioni di Gheddafi
Gheddafi annunciò di aver "conseguito una spettacolare vittoria contro gli Stati Uniti" e che il paese veniva ufficialmente rinominato come "Gran Giamahiria Araba Libica Popolare Socialista". In realtà, il discorso parve poco appassionato e pure il festeggiare la "vittoria" sembrò stravagante. Le incursioni contro il suo governo lo avevano portato al punto di maggior debolezza degli ultimi 17 anni.
Gheddafi disse che la riconciliazione tra Libia e Stati Uniti era impossibile finché Reagan si trovava alla Casa Bianca; quanto al presidente dichiarò "È matto. È incosciente. È un cane di Israele." Affermò di non progettare attacchi agli Stati Uniti o ad obiettivi americani. Con queste parole raccontò che Reagan aveva tentato di ucciderlo "Reagan stava tentando di uccidermi? Ovvio. L'attacco era concentrato sulla mia casa ed io ero a casa mia"; descrisse anche come avesse messo in salvo la sua famiglia. Quando gli fu chiesto se rischiasse di perdere il potere, rispose "Davvero, questi rapporti e questi scritti sono falsità. Come vedete io sto bene, e non c'è stato alcun cambiamento nel nostro paese."

#### Altri eventi
Il governo libico dichiarò che gli Stati Uniti erano divenuti preda di arroganza e delirio di onnipotenza; ambivano al ruolo di gendarme del mondo. Avanzò l'accusa che ogni soggetto non disposto ad essere il vassallo dell'America diveniva sol per questo un fuorilegge, un terrorista, il diavolo in persona.
Gheddafi represse una rivolta interna, che a suo avviso era stata organizzata dagli Stati Uniti, benché sembrasse che lo stesso Gheddafi avesse momentaneamente lasciato la sfera pubblica tra il 1986 e l'87.
Le poste libiche dedicarono diverse serie di francobolli all'evento, dal 1986 al 2001. La prima fu emessa il 13 luglio 1986 (Catalogo Scott n. 1311 - Catalogo Michel n. 1699). L'ultima fu emessa il 15 aprile 2001 (Catalogo Scott n. 1653 - Catalogo Michel n. 2748–2763).

### Rappresaglia libica

#### Immediata
La Libia reagì lanciando due missili Scud contro la stazione di radionavigazione USCG di Lampedusa, che sorvolarono l'isola precipitando in mare.

#### Atti terroristici successivi di matrice libica
Vi furono solo modesti cambiamenti nel terrorismo riconducibile alla Libia. Il governo libico fu sospettato di aver ordinato il dirottamento del Volo Pan Am 73 in Pakistan del 5 settembre 1986, costato la vita a 20 persone. Tale sospetto non fu però di dominio pubblico che nel marzo 2004, quando ne parlò The Sunday Times, pochi giorni dopo la storica (da molti anni i leader occidentali se ne guardavano bene) visita ufficiale a Tripoli compiuta dal primo ministro britannico Tony Blair.
Nel maggio 1987, l'Australia richiamò i suoi diplomatici dalla Libia, che a suo avviso tentava di alimentare la violenza in Oceania, interrompendo le relazioni diplomatiche. Alla fine dello stesso anno, le autorità francesi fermarono un mercantile, lo MV Eksund, che stava per consegnare 150 tonnellate di armi sovietiche dalla Libia a gruppi terroristici europei. A Beirut, in Libano, due ostaggi britannici detenuti dall'organizzazione a sponsorizzazione libica Abu Nidal, Leigh Douglas e Philip Padfield, assieme all'americano Peter Kilburn, furono uccisi per vendetta nell'aprile 1986. Anche l'ostaggio britannico Alec Collett fu ucciso in rappresaglia per il bombardamento della Libia. Una videocassetta lo mostra impiccato, e il suo corpo fu ritrovato nel novembre 2009.
Il 21 dicembre 1988 ci fu l'attentato al Volo Pan Am 103, che esplose in volo e si schiantò sulla città di Lockerbie in Scozia, in seguito alla detonazione di una bomba collocata da agenti libici, uccidendo tutti i 259 occupanti più 11 persone a Lockerbie. Inizialmente si era pensato ad una responsabilità dell'Iran, per vendetta dell'abbattimento del suo Airbus causato dall'incrociatore USS Vincennes (CG-49), ma nel 1991 furono accusati due libici, uno dei quali condannato in un discusso procedimento il 31 gennaio 2001. Il governo libico si assunse formalmente la responsabilità di questo attentato il 29 maggio 2002, ed offrì 2,7 miliardi di dollari per risarcire le famiglie delle 270 vittime. Ad ogni modo il condannato libico Abd el-Basset Ali al-Megrahi, che si disse affetto da cancro della prostata allo stadio terminale, fu rilasciato nell'agosto 2009 dal governo scozzese per motivi umanitari.

### Reazioni internazionali

#### Immediate

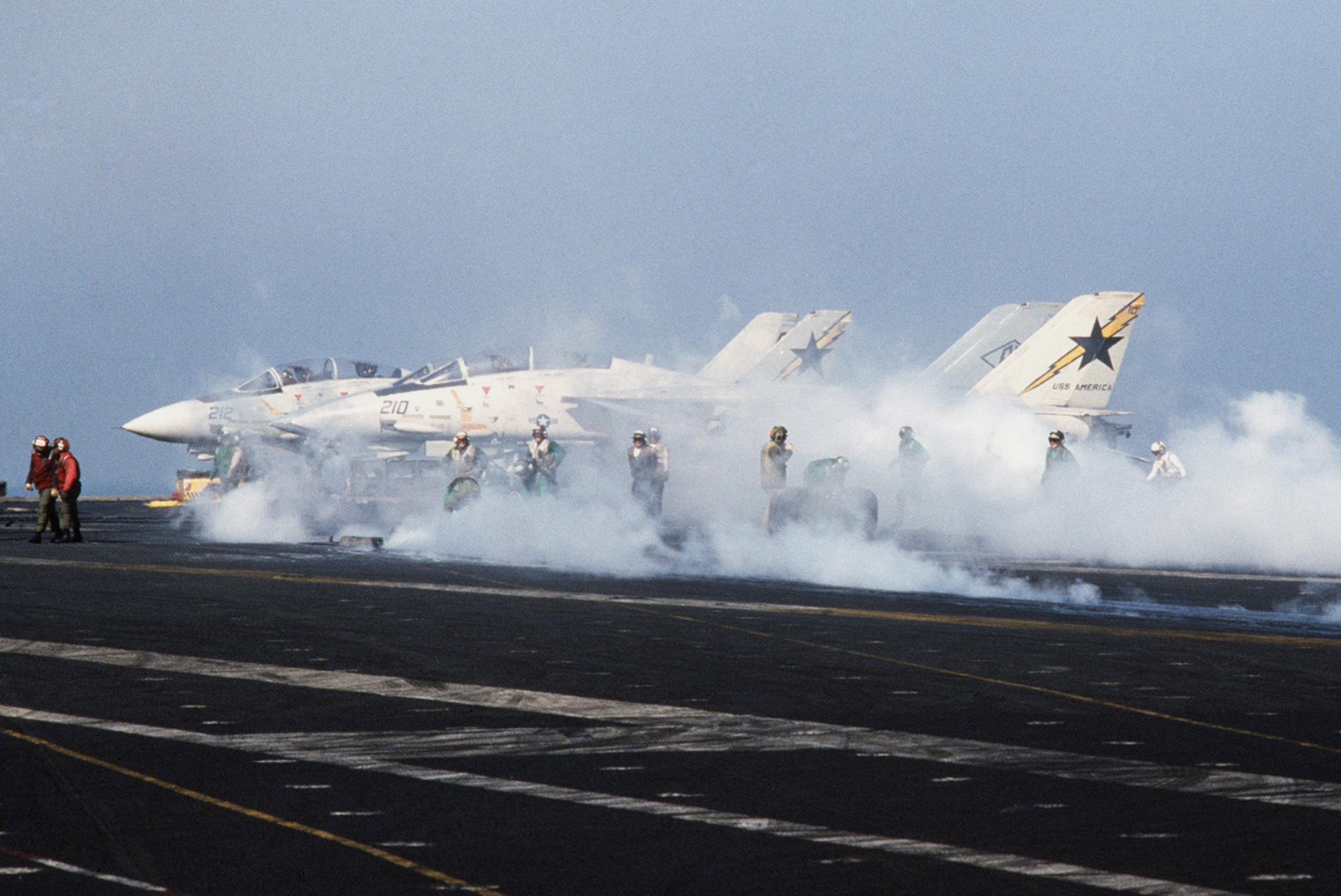
17 aprile 1986, operazione El Dorado Canyon.
F-14A Tomcat della U.S. Navy, sul ponte della USS America, s'intravedono nel fumo delle catapulte di lancio.

L'attacco fu condannato da molti paesi. Con 79 voti favorevoli, 28 contrari e 33 astenuti, l'Assemblea generale delle Nazioni Unite adottò la risoluzione 41/38 che "condanna l'attacco militare perpetrato contro la Gran Giamahiria Araba Libica Popolare Socialista il 15 aprile 1986, che costituisce una violazione della Carta delle Nazioni Unite e del diritto internazionale."
Un vertice del Movimento dei paesi non allineati dichiarò di condannare l'"atto di aggressione ignobilmente sfacciato e non giustificato da provocazione". La Lega araba espresse indignazione per l'aggressione statunitense, precisando che essa alimentava l'anarchia nelle relazioni internazionali. L'Assemblea dei capi di stato dell'Unione africana nella sua dichiarazione disse che il deliberato tentativo di uccidere i libici violava i principi del diritto internazionale. Il governo dell'Iran asserì che l'attacco costituiva una politica di aggressione, diplomazia delle cannoniere, un atto di guerra, ed auspicò un ampio boicottaggio politico ed economico degli Stati Uniti. Altri ravvisarono il movente degli Stati Uniti nel tentativo di eliminare la rivoluzione libica.
La Cina affermò che l'attacco USA violava norme di relazioni internazionali ed aveva aggravato la tensione nella regione. Secondo l'Unione Sovietica c'era un chiaro nesso tra l'attacco e la politica USA volta ad attizzare i focolai di tensione ed a suscitarne di nuovi, oltre che destabilizzare la situazione internazionale. La Germania Ovest affermò che le dispute internazionali richiedevano soluzioni diplomatiche e non militari, ed anche la Francia criticò il bombardamento. Italia, Spagna e Francia negarono congiuntamente agli USA l'impiego del loro spazio aereo per raggiungere la Libia. Questo costrinse gli F-111 americani, di stanza nella base RAF Lakenheath in Gran Bretagna, a circumnavigare l'Europa continentale assalendo la Libia attraverso lo stretto di Gibilterra.
Alcuni osservatori ritennero che l'articolo 51 dello Statuto delle Nazioni Unite ponesse limitazioni all'uso della forza quando si eserciti il diritto all'autodifesa in assenza di un atto di aggressione, ed affermarono che non sussisteva un atto del genere da parte della Libia. Si accusarono gli Stati Uniti di aver mancato di ottemperare alle previsioni di quella Carta quanto al componimento delle controversie nelle forme dell'articolo 33. Altri asserirono che la Libia non fosse responsabile dell'attentato alla discoteca di Berlino Ovest.
Gli Stati Uniti riscossero la solidarietà del Regno Unito, Canada, Australia, Israele ed altri 25 paesi. La loro dottrina di dichiarare guerra ai "rifugi del terrorista" non fu replicata fino al 1998, quando il presidente Bill Clinton ordinò attacchi su sei campi di terroristi in Afghanistan. Il fatto che Margaret Thatcher avesse approvato l'uso delle basi della Royal Air Force portò ad energiche critiche, tra cui un articolo senza precedenti su The Sunday Times insinuante che la regina era scioccata dall'"insensibile" primo ministro. Le diffuse contestazioni del raid causarono una temporanea incrinatura delle relazioni angloamericane e i turisti statunitensi evitarono la Gran Bretagna durante la primavera. Gheddafi in persona reagì dicendo "Thatcher è un'assassina… Thatcher è una prostituta. Si è venduta a Reagan."
Anche se l'Unione Sovietica cooperava verosimilmente con la Libia, all'epoca del bombardamento che trattiamo qui aveva manifestato sempre più apertamente la sua ambivalenza verso i libici nelle comunicazioni pubbliche.
In più occasioni Gheddafi aveva attaccato programmi politici ed ideologia dell'URSS, e spesso si era impegnato in vari interventi internazionali ed ingerenze che contrastavano gli obiettivi sovietici in una pluralità di sfere.
In un periodo in cui l'Unione Sovietica stava manifestamente tentando di condurre un sottile sforzo diplomatico che potesse investire il suo status globale, la stretta associazione con i capricci di Gheddafi divenne controproducente.
Nell'intera crisi, l'Unione Sovietica annunciò esplicitamente che non avrebbe fornito ulteriore aiuto alla Libia al di là dell'elementare rifornimento di armamenti e munizioni. Non fece alcun tentativo di intimidire militarmente gli Stati Uniti, malgrado le perduranti operazioni americane nel golfo della Sirte ed il fatto che sapesse in anticipo che gli Stati Uniti avrebbero potuto attaccare. L'Unione Sovietica però non ignorò del tutto l'evento, ma si limitò a denunciare l'atto 'selvaggio' e 'barbarico' degli Stati Uniti.
Dopo il raid, Mosca annullò in effetti una visita programmata negli Stati Uniti del suo ministro degli esteri Eduard Shevardnadze. Al contempo, indicò chiaramente che non voleva che questa azione avesse effetto sui negoziati per l'imminente vertice estivo USA-URSS e sui suoi piani per nuovi accordi sul controllo delle armi nucleari.

#### Bombardamento statunitense di Ferdinandea

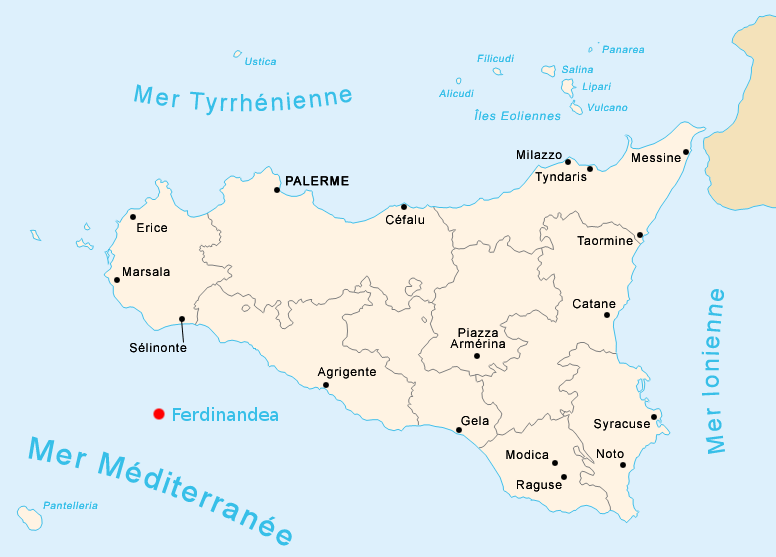
Ubicazione di Ferdinandea

Nel 1986 degli aerei militari USA scambiarono la piattaforma rocciosa sommersa di Ferdinandea, vicino alla Sicilia, per un sottomarino libico, e le sganciarono sopra delle bombe di profondità.

#### Reazione ONU
Ogni anno, almeno tra il 1994 ed il 2006, l'Assemblea generale delle Nazioni Unite programmò una dichiarazione dall'Organizzazione dell'unità africana riguardo all'incidente, ma rinviò sistematicamente la discussione anno dopo anno finché l'accantonò definitivamente (assieme a parecchie altre similmente riprogrammate per anni) nel 2005.

#### Primo anniversario
Nel primo anniversario del bombardamento (aprile 1987) si incontrarono per la commemorazione attivisti di sinistra europei e nordamericani. Dopo un giorno di scambi socio-culturali con i libici del posto, comprendente anche una visita alla casa bombardata di Gheddafi, il gruppo si unì ad altri libici per un evento in ricordo.

#### Ventennale
Per segnare il 20º anniversario dell'incursione aerea, nelle prime ore del 15 aprile 2006 di fronte alla casa bombardata di Gheddafi, a Tripoli, si svolse un concerto animato dal cantante statunitense Lionel Richie e dal tenore spagnolo José Carreras. Diplomatici, uomini d'affari e politici erano fra il pubblico di quello che la Libia definì "concerto per la pace". La BBC riferì che Lionel Richie disse al pubblico, circa la supposta figlia adottiva di Gheddafi, "Hanna sarà onorata stasera per il fatto che avete associato la pace al suo nome."

#### Commento del 2009
Nel giugno 2009, durante una visita in Italia, il colonnello Gheddafi criticò la politica estera americana e, alla domanda sulla differenza tra gli attacchi di al-Qaida ed il bombardamento USA di Tripoli nel 1986 commentò: "Se il capo di al-Qaida Osama bin Laden non ha uno stato ed è un fuorilegge, l'America è uno stato con regole internazionali."

#### Rivelazione dell'avviso
Nell'ottobre 2008 il ministro degli esteri libico Abdel Rahman Shalgham rivelò che il presidente del consiglio italiano Bettino Craxi aveva avvertito Gheddafi due giorni prima dell'imminente attacco statunitense. L'Italia aveva rifiutato agli americani l'uso del proprio spazio aereo in occasione dell'attacco. Sia Giulio Andreotti, all'epoca ministro degli esteri italiano, sia Margherita Boniver, responsabile affari esteri del PSI di Craxi, confermarono la dichiarazione di Shalgham.

### Contenzioso legale e finale componimento delle richieste di risarcimento
L'ex attorney general americano Ramsey Clark, agendo per i cittadini libici uccisi o feriti nel bombardamento che gli USA avevano lanciato da basi britanniche, propose una causa di diritto internazionale contro Stati Uniti e Regno Unito avanti una corte federale statunitense. La domanda fu rigettata in quanto manifestamente infondata. Il successivo appello fu respinto, e Clark condannato alle spese nella sentenza Saltany v. Reagan, 886 F. 2d 438 (D.C. Cir. 1989).
Il 28 maggio 2008 gli Stati Uniti iniziarono negoziati con la Libia su un accordo complessivo conciliatorio, a seguito della rinuncia alle armi di distruzione di massa (annunciata da Gheddafi nel 2003). I negoziati avrebbero anche dovuto comporre le richieste risarcitorie, avanzate da cittadini americani e libici contro ciascuno dei due stati contendenti, nei rispettivi tribunali domestici.
Nel luglio 2008 fu annunciato da Saif al-Islam Gheddafi (figlio del dittatore) un accordo con gli USA che condizionava ogni futuro risarcimento alle vittime americane del terrorismo, al componimento delle richieste delle vittime libiche del bombardamento USA nel 1986. Il 14 agosto 2008 l'accordo U.S.-Libya Comprehensive Claims Settlement Agreement fu firmato a Tripoli dal vicesegretario di Stato per gli affari mediorientali David Welch e dal segretario libico per gli affari americani, Ahmad Fituri.
Il 4 agosto 2008 il presidente George W. Bush promulgò il Libyan Claims Resolution Act, che era stato approvato all'unanimità dal Congresso il 31 luglio. Tale provvedimento dispose la riattivazione delle immunità libiche sovrane, diplomatiche ed ufficiali avanti le corti USA, a patto che il Segretario di Stato certificasse che il governo aveva ricevuto fondi sufficienti a fronteggiare le esorbitanti domande giudiziali contro la Libia per risarcimento danni da morte o lesioni personali conseguenti a fatti di terrorismo.
Il 14 agosto 2008 Stati Uniti e Libia firmarono un accordo conciliatorio complessivo. Furono ripristinate piene relazioni diplomatiche tra le due nazioni. Nell'ottobre 2008 la Libia versò 1,5 miliardi di dollari, in tre rate da 300 milioni (9 ottobre), 600 milioni (30 ottobre) e 600 milioni (31 ottobre) in un fondo che sarebbe stato impiegato per risarcire i parenti delle vittime:
- della strage di Lockerbie, aggiungendo 2 milioni a ciascuno, poiché ne erano già stati pagati 8 in precedenza;[65]
- dell'attentato alla discoteca La Belle (solo USA);[65]
- del volo UTA 772 (solo USA);[65]
- del bombardamento sulla Libia che commentiamo (solo libici).[65]

Per pagare il complesso degli indennizzi, la Libia domandò 1,5 miliardi di dollari alle multinazionali che estraevano petrolio dai giacimenti libici, sotto la minaccia di "serie conseguenze" ai rispettivi contratti di affitto. Il componimento in parola fu almeno in parte finanziato da alcune società, anche americane, che scelsero di aderire alle richieste libiche.
In conseguenza dell'erogazione dei fondi promessi nell'accordo, George W. Bush firmò un executive order, ristabilendo l'immunità del governo libico riguardo a tutte le azioni legali connesse al terrorismo ed abbandonando tutte le cause di risarcimento pendenti negli Stati Uniti.